# Volney Rattan
Volney Rattan (Wisconsin, 4 de mayo de 1840-Berkeley, 4 de marzo de 1915) fue un botánico estadounidense; trabajando en historia natural ya en manejo de los recursos naturales de diversas regiones de EE. UU. Durante mucho tiempo fue profesor en la Escuela Normal del Estado, en San José (California).

## Algunas publicaciones

### Libros
- 2010. Analytical Key to West Coast Botany: Containing Descriptions of Sixteen Hundred Species of Flowering Plants (1887). Edición reimpresa de Kessinger Publ. 132 pp. ISBN 1166498336
- 2007. Exercises In Botany For The Pacific States. Editor Campbell Press, 128 pp. ISBN 1406781622
- 1905. Popular West Coast Flora: An Analytical Key to the Flora of the Pacific Coast, in which are Described Over Eighteen Hundred Species of Flowering Plants Growing West of the Sierra Nevada and Cascade Crests, from San Diego to Puget Sound ... Edición revisada de The Whitaker & Ray Co. 221 pp.
- 1898. West Coast botany: an analytical key to the flora of the Pacific Coast in which are described over eighteen hundred species of flowering plants growing west of the Sierra Nevada and Cascade crests, from San Diego to Puget Sound. Editor The Whitaker & Ray Co. 221 pp.
- 1885. A popular California flora, or, Manual of botany for beginners: Containing descriptions of flowering plants growing in central California, and westward to the ocean. 6.ª edición de A.L. Bancroft and Co. 138 pp. Edición	reimpresa de BiblioBazaar, 2010. 120 pp. ISBN 1149513241

## Eponimia
- (Boraginaceae) Krynitzkia rattanii (Greene) Rattan[1]
- (Euphorbiaceae) Chamaesyce rattanii (S.Watson) Millsp.[2]
- (Fabaceae) Hamosa rattanii (A.Gray) Rydb.[3]
- (Polemoniaceae) Leptosiphon rattanii (A.Gray) J.M.Porter & L.A.Johnson[4]